# 特拉扬·奇赫雷安
特拉扬·奇赫雷安（羅馬尼亞語：Traian Cihărean，1969年7月13日—），罗马尼亚男子举重运动员。他曾代表罗马尼亚参加1988年、1992年和1996年夏季奥林匹克运动会举重比赛，其中1992年奥运会获得一枚铜牌。